# Václav Formánek
Václav Formánek (3. února 1845 Hradec Králové – 9. prosince 1919 Hradec Králové) byl český politik, poslanec Českého zemského sněmu a Říšské rady.

## Životopis
Vystudoval nižší reálku, pak se vyučil pekařem a byl cechovním písařem.
Dlouhodobě veřejně působil v Hradci Králové. Byl spoluzakladatelem záložny, prvního zdejšího českého peněžního ústavu, v jejímž vedení zasedal po dobu padesáti let jako místostarosta a tajemník. Byl rovněž starostou místní sokolské jednoty a prvním starostou sokolské župy východočeské. Působil jako předseda hradeckého pivovaru. Koncem 19. století se uvádí taky coby cenzor rakousko-uherské banky, člen výboru záložny a bývalý člen obecního zastupitelstva v Hradci Králové.
Od roku 1889 byl mladočeským poslancem Českého zemského sněmu za venkovské obce okresu Hradec Králové. Mandát zde obhájil v zemských volbách roku 1895. Ve volbách roku 1891 se stal poslancem Říšské rady (celostátní zákonodárný sbor), kde zastupoval kurii venkovských obcí, obvod Chrudim, Nasavrky atd. Mandát obhájil ve volbách roku 1897, nyní za všeobecnou kurii, obvod Hradec Králové, Nové Město nad Metují atd. Opětovně byl zvolen v tomto okrsku i ve volbách roku 1901. Ve vídeňském parlamentu setrval do konce funkčního období sněmovny, tedy do roku 1907.
Zemřel v prosinci 1919.